# Dasyuris
Dasyuris är ett släkte av fjärilar. Dasyuris ingår i familjen mätare.

## Arter inom släktet
Enligt www.gbif.org
- Dasyuris pluviata
- Dasyuris fulminea
- Dasyuris leucobathra
- Dasyuris octans
- Dasyuris anceps
- Dasyuris hectori
- Dasyuris transaureus
- Dasyuris enysii
- Dasyuris micropolis
- Dasyuris catadeës
- Dasyuris austrina
- Dasyuris strategica
- Dasyuris partheniata
- Dasyuris callicrena

Följande taxon har också förts till släktet, men kategoriseras idag antingen som synonymer till andra arter, eller förs till andra släkten:
- Dasyuris caesia
- Dasyuris decisaria
- Dasyuris euclidiata
- Dasyuris glyphicata
- Dasyuris grisescens
- Dasyuris hedylepta
- Dasyuris homomorpha
- Dasyuris melanchlaena
- Dasyuris monacmaria
- Dasyuris phaeoxutha
- Dasyuris transaurea